# Morarji Desai
Morarji Desai, född 29 februari 1896 i Bhadeli, Gujarat, död 10 april 1995 i Bombay, var en indisk politiker som var Indiens premiärminister 1977–1979.
Desai tillhörde Kongresspartiet. Desai ville föra en mer högerinriktad politik än Indira Gandhi, som höll fast vid den socialistiska linje hennes far, Jawaharlal Nehru en gång slagit in på. Redan 1966 då en ny ledare för Kongresspartiet skulle väljas utmanade Desai Indira angående partiets ledarskap. Men i det läget valde många viktiga Kongressledare att stödja Indira, i tron att hon skulle bli en ledare som skulle kunna vinna massornas stöd i val. När Kongresspartiet splittrades 1969 kom Desai att bli ledare för den officiella falangen, Indian National Congress (Organization).
När Indira Gandhi 1975 införde allmänt undantagstillstånd i Indien arresterades Desai. Två år senare när val utlystes vann Desai, i ledningen för Janata Party.